# 孫政才
孫 政才（そん せいさい）は中華人民共和国の政治家。第18期中国共産党中央政治局委員、元中国共産党重慶市委員会書記。

## 人物
1987年から中国共産党の活動に参加し、1988年に入党した。北京市農林科学院大学院修了（作物栽培・耕作学）、農学博士。同科学院研究員、同科学院作物所研究室副主任、同科学院土肥所所長、同所党支部書記、同科学院副院長、同科学院党委員会副書記等を経て、中国共産党順義県委員会副書記に就任した。
その後、順義県副県長、代県長、県長、中国共産党北京市順義区委員会副書記、同区長、同区党委員会書記、北京市党委員会秘書長などを歴任した。
2006年12月、第10期全国人民代表大会常務委員会第25回会議において43歳の異例の若さで農業部長への就任が決定され最年少の閣僚となった。2009年11月、中国共産党吉林省委員会書記に任命された。同時に内モンゴル自治区党委員会書記に抜擢された同い年の胡春華とともに未来世代のホープとみなされていた。
2012年11月15日、第18回党大会後の中央委員会で、胡春華と同じく49歳で中央政治局委員に選ばれた。同月20日、中国共産党重慶市委員会書記となる。 第17・18期中央委員、18期政治局委員。
2017年7月15日に重慶市党委員会書記を解任された。重大な規律違反の疑いで共産党中央規律検査委員会の調査を受けている。後任の書記は陳敏爾。2017年7月24日、中国国営新華社通信は重大な規律違反の疑いで孫政才政治局員を調査すると決定したと報道された。重要人事を話し合う北戴河会議直前の時期であることは、立件を既成事実化する狙いと報道されている。中国版Twitterと呼ばれる微博においては、孫政才について書き込むことができなくなっている。2017年9月29日、中国共産党は政治局会議を開き、巨額の賄賂を受け取るなどの重大な規律違反があったとして孫政才政治局員に対し党籍剥奪と公職追放の処分を下した。刑事責任を追及するため、身柄を司法機関に送られた。2017年12月11日に最高人民検察院が収賄の容疑で捜査を開始したと発表。その後捜査が終結し、2018年2月13日に、収賄罪で起訴されたことが発表され、5月8日に無期懲役の判決を受けた。公民権は終身的に剥奪、個人財産も全額没収。

## 家族
夫人の胡頴（こ えい）は令計画夫人・谷麗萍と同じく民生銀行の「夫人倶楽部」のメンバーであり、2017年5月から腐敗問題に関する取調べを受けていたと言われる。